# Bert Boerman
E. (Bert) Boerman (Genemuiden, 29 januari 1966) is een Nederlands politicus en bestuurder. Hij is lid van de ChristenUnie. Sinds 10 oktober 2024 is hij wethouder van Ommen.

## Biografie
Namens de ChristenUnie was Boerman 2001 tot 2006 gemeenteraadslid en fractievoorzitter in Kampen. Van 2006 tot 2011 was hij er wethouder van ruimtelijke ontwikkeling, grondbedrijf, strategie & programma's, water, volkshuisvesting en verantwoordelijk voor bouwen en wonen. Van 2006 tot 2013 was hij penningmeester in het landelijk bestuur van de ChristenUnie.
Van 2011 tot 2023 was Boerman gedeputeerde van ruimte, water, jeugdzorg, mobiliteit, sociaal, en klimaatadaptie in Overijssel, van 2011 tot 2015 namens de ChristenUnie-SGP. In oktober 2024 werd hij wethouder van armoedebestrijding, werk & inkomen ((incl. uitvoering participatiewet), openbare ruimte (beleid en beheer), gemeentelijke eigendommen, ontwikkelperspectieven landelijk gebied, landbouw, duurzaamheid en klimaat in Ommen.
Boerman huwde en kreeg drie kinderen. Hij is hervormd (Protestantse Kerk in Nederland).